# Giwat Nili
Giwat Nili (hebr. גבעת ניל"י) – moszaw położony w Samorządzie Regionu Allona, w dystrykcie Hajfa, w Izraelu.

## Położenie
Moszaw Giwat Nili leży na południe od masywu górskiego Karmel, w otoczeniu miasteczek Kafr Kara, Binjamina-Giwat Ada, Zichron Ja’akow i Basma, kibuców Regawim, Ramot Menasze, Dalijja i Galed, moszawów Awi’el i Ammikam. Na południowy wschód od moszawu znajduje się wojskowa baza szkoleniowa Sił Obronnych Izraela.

## Historia
Moszaw został założony w 1953 roku przez żydowskich imigrantów z Turcji, Iraku i Tunezji. Nazwano go na cześć żydowskiej podziemnej organizacji szpiegowskiej Nili (hebr. ניל"י), która działała w Palestynie podczas I wojny światowej na rzecz Brytyjczyków.

## Kultura i sport
W moszawie jest ośrodek kultury oraz korty tenisowe.

## Gospodarka
Gospodarka moszawu opiera się na intensywnym rolnictwie i sadownictwie. Znajduje się tutaj winnica. Firma Orkal Ltd. produkuje oraz świadczy usługi w serwisie generatorów elektrycznych.

## Komunikacja
Na zachód od moszawu przebiega autostrada nr 6, brak jednak możliwości bezpośredniego wjazdu na nią. Z moszawu wyjeżdża się na zachód na drogę nr 6533, którą jadąc na północny zachód dojeżdża się do moszawu Ammikam, lub jadąc na południe dojeżdża się do kibucu Regawim i drogi nr 653.